# Acalypha balansae
Acalypha balansae é uma espécie de flor do gênero Acalypha, pertencente à família Euphorbiaceae.